# Getto w Sokołowie Podlaskim
Getto w Sokołowie Podlaskim – utworzone w 24 stycznia 1941 przez okupacyjne władze niemieckie getto w Sokołowie Podlaskim dla około 6 tys. Żydów. Zlikwidowane we wrześniu 1942 roku, poprzez wywiezienie większości mieszkańców do obozu zagłady w Treblince, zamordowanie części na miejscu.
Społeczność żydowska w Sokołowie, po wybuchu II wojny światowej wzrosła do liczby około 7000 osób. Spowodowane to było pojawieniem się uchodźców m.in. z Kalisza, Łodzi, Pułtuska, Kałuszyna, Wyszkowa, Aleksandrowa Kujawskiego i Sierpca. Wpłynęło to na pogorszenie warunków życia. Z powodu braku mieszkań zwiększyła się ciasnota w mieście. Przez krótki czas (27 września – 8 października 1939 roku) miasto przeszło pod władanie Sowietów, zgodnie z paktem Ribbentrop – Mołotow. Na mocy nowego układu radziecko-niemieckiego o granicach i przyjaźni zawartego 28 września 1939 roku 8 października Armia Czerwona wycofała się z miasta i Sokołów ponownie zajęli Niemcy i włączyli w skład Dystryktu Warszawskiego Generalnego Gubernatorstwa.

## Początek okupacji niemieckiej (1939–1941)
Niemcy od początku okupacji zaczęli traktować Żydów jako „podludzi”. Wykorzystywali ich do najcięższych robót, m.in. do chowania zabitych ludzi, zakopywania koni. Zaczęły się pierwsze aresztowania, łapanki na roboty oraz zaczęto nakładać kontrybucje na wszystkich mieszkańców. W listopadzie 1939 Niemcy aresztowali 15 Żydów i zażądali wpłacenia okupu w wysokości 15 tysięcy złotych. Po zapłacie okupu, Niemcy wydali decyzję o utworzeniu Judenratu – Rady Żydowskiej. W skład Rady weszli Nuchym Lewin, prezes, z zawodu kupiec, syjonista, biegle władający językiem niemieckim, Pinkas Czarniecki – wiceprezes, przed wojną wchodził w skład Zarządu Miasta, działacz partii „Mizrachi”, Lejb Szigielman, Szloma Rozenberg, Jankiel Rzetelny, Tojwie Czepelewicz, Icko Szlachme, Icko Siedlecki, Rybak Nachmil, Szumger, Kon Menachem. Przy Judenracie powstała Ordnungsdienst (Służba porządkowa), na czele z Josefem Sukiennikiem, która została przekształcona w Policję Żydowską. Dowodził nią początkowo Josl Rozencwajg, a następnie – Szwarcbard. Powstało również więzienie żydowskie w budynku byłego bejt ha-midraszu. Po utworzeniu Rady, Niemcy nałożyli na Żydów kolejne kontrybucje w grudniu 1939 roku – 80 tys. zł i w styczniu 1940 r. – 100 tys. zł. Niezależnie od kontrybucji okupant dokonywał rekwizycji w przedsiębiorstwach, sklepach i w domach prywatnych Żydów. Przy Judenracie powstały Resort ds. Pracy, któremu szefował Kalman Rozen, Żydowski Komitet Pomocy Socjalnej, który prowadził kuchnię dla ubogich, Resort Zaopatrzenia, Resort ds. Higieny oraz poczta.
29 grudnia 1939 roku do Sokołowa przybyła grupa 684 Żydów, a 1 czerwca 1940 – 915. Byli to uchodźcy i przesiedleńcy z Kalisza, Łodzi, Pułtuska, Kałuszyna, Wyszkowa, Aleksandrowa Kujawskiego i Sierpca.
Pod koniec wiosny 1940 roku Niemcy wydali zarządzenia o noszeniu przez Żydów opasek z gwiazdą Dawida oraz oznakowanie sklepów. Jesienią 1940 roku zaczęło się przenoszenie ludności żydowskiej do centrum miasta na ulicę Rogowską (obecnie Waryńskiego), Niecałą, Długą i Piękną. Tak zaczęło powstawać getto. Niemcy zaczęli również wysiedlać z okolicznych miejscowości Żydów i kierowali ich do Sokołowa.

## Getto (1941–1942)
24 stycznia 1941 r. starosta Kreishauptmann Ernst Gramss wydał zarządzenie o utworzeniu gett w Sokołowie Podlaskim, Sterdyni i Kosowie Lackim. Getto było podzielone ulicą Długą na dwie części. Teren pierwszej części znajdował się pomiędzy rzeką Cetynią a ul. Długą. W jej skład wchodziły ulice Próżna, Szkolna (obecnie Kuśnierska), Szeroka, Winnice, Bożnicza (obecnie Magistracka), Niecała, Nowa oraz Siedlecka. Teren drugiej części getta obejmował ulice Długą (jedną stronę), Szewski Rynek, Mały Rynek, Przechodnią, Wilczyńskiego, Krótką i Piękną. Ulica Długa była wyłączona z terenu getta. W sierpniu 1941 Żydzi zaczęli stawiać ogrodzenie getta. Powstały dwie bramy wjazdowe – na ulicy Bożnicznej, i u zbiegu ulicy Wilczyńskiego i Szewskiego Rynku. Przy bramach ustawiono posterunki, które obsadzono policją granatową, żydowską oraz pełnili tam straż żandarmi niemieccy. Organizowanie getta zakończono w październiku 1941 roku. Komendantem został Sudrik – Polak pochodzący z Poznania. W sierpniu 1941 roku z powodu głodu i przeludnienia na terenie getta wybuchła epidemia tyfusu. Pogarszająca się sytuacja zmusiła Niemców do otworzenia szpitala w getcie, który prowadził doktor Wakulicz, a następnie doktor Maria Rotenberg. Szpital funkcjonował do października 1942 roku.
Mieszkańcy getta zmuszeni zostali do pracy na rzecz III Rzeszy, oraz dostarczania kontyngentów. Płacili również podatki na Judenrat. Dochodził do tego również terror stosowany przez Niemców, którzy często urządzali „łowy” na kosztowności. Krążąc po ulicach getta mordowali mieszkańców. Żydzi z getta wykorzystywani byli jako siła robocza w Karnym Obozie Pracy w Treblince, tzw. Treblince I. Więźniowie przebywali po kilka tygodni i wyczerpani, często u kresu sił, odsyłani byli z powrotem do getta.
Getto zostało całkowicie zablokowane 24 sierpnia 1942 r. Gramss wydał zakaz wstępu na jego teren i unieważnił dotychczasowe przepustki.
Część Żydów znalazła pracę poza terenem getta. Pracowali w okolicznych majątkach ziemskich, szpitalu polowym w Sokołowie oraz w obozie pracy przy ulicy Lipowej. Wszystkie miejsca pracy zostały zlikwidowane do końca 1942 roku. Pracowników żydowskich mordowano na miejscu, lub wysyłano do obozu Treblinka II.

## Likwidacja getta
22 września 1942 roku Niemcy rozpoczęli akcję likwidacji getta w Sokołowie Podlaskim. Dowodził nią dr Herman. Żydzi zostali zgromadzeni na plac zbiorczy (okolice Małego Rynku). Około 500 lub do 1000 osób, na polecenie Gestapo zamordował na miejscu oddział ukraiński. Pozostałych Żydów po kilku dniach wywieziono do obozu Treblinka II. Pozostawiono w getcie około 200 Żydów, którzy mieli pogrzebać zamordowanych i uporządkować teren getta. Ich również po wykonaniu tych prac wywieziono do Treblinki. Nielicznym Żydom udało się ukryć na terenie getta lub po stronie aryjskiej.